# Batcheu
 (octobre 2016).
Si vous disposez d'ouvrages ou d'articles de référence ou si vous connaissez des sites web de qualité traitant du thème abordé ici, merci de compléter l'article en donnant les références utiles à sa vérifiabilité et en les liant à la section « Notes et références ».

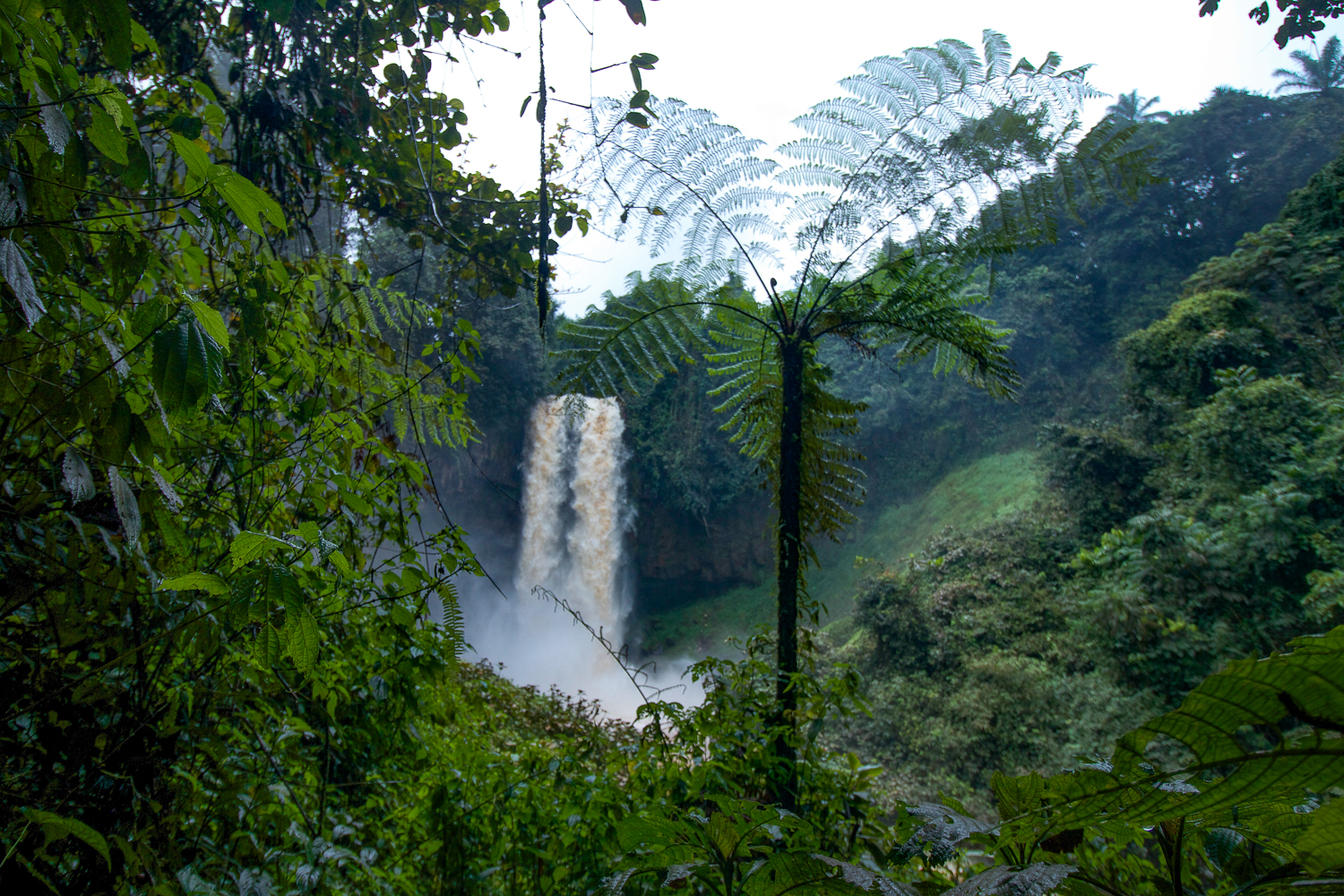

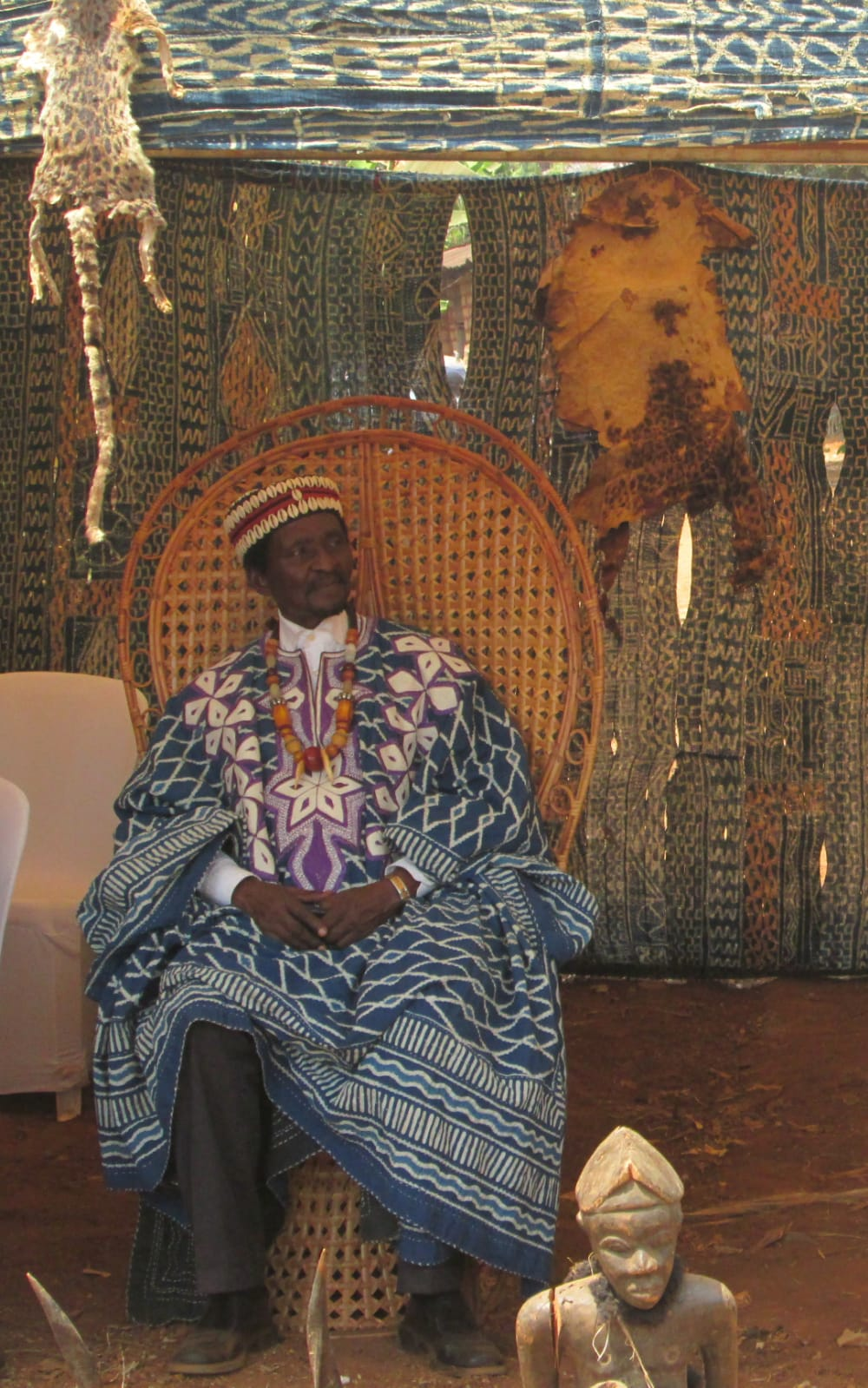
Sa Majeste Yitamben Jean Paul II

Batcheu (Chieu) est un village de la région de l'Ouest du Cameroun, en « pays » Bamiléké.
Situé dans le département du Haut-Nkam, le village est à 5 km de Bafang et, en direction du Nord, sur la route qui mène à Badoumka.
Batcheu fait partie des chefferies traditionnelles qui seront très prochainement classées 2e degré Bamiléké du département du Haut-Nkam.

## Histoire

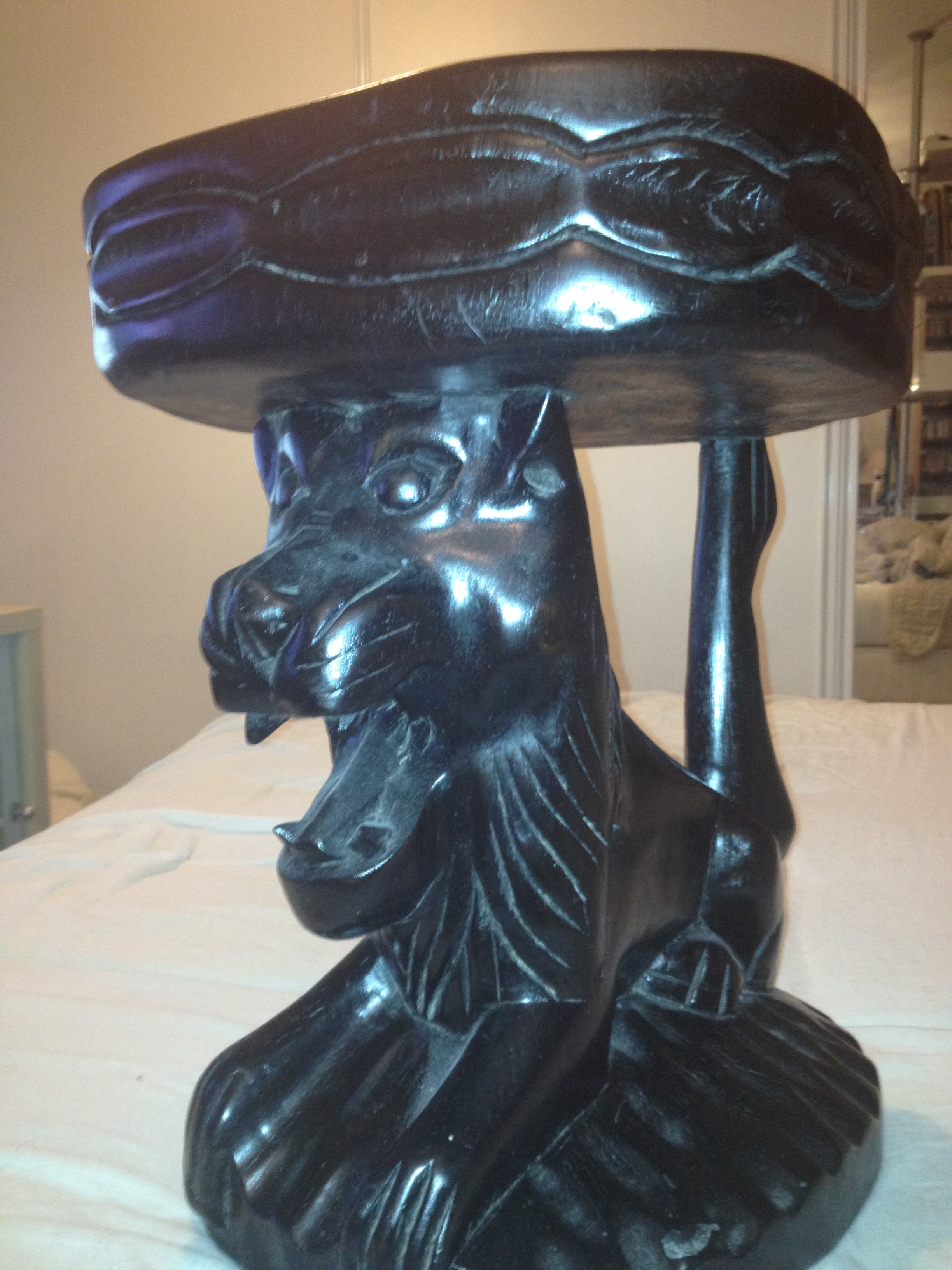

### Origine
Les populations du village Batcheu, les Batcheu Fu Dja ’go comme ils sont appelés viennent de Mbang près de Yabassi, dans la région du Littoral. Si on veut remonter plus loin avant leur arrivée dans le Littoral il faut remonter dans l'Antiquité avant que leurs ancêtres ne descendent le fleuve Nil, partis de l’Égypte.[réf. nécessaire]
Le tout premier monarque de cette monarchie (Djago, d'où vient d'ailleurs leur appellation Dja'go), était un très grand chasseur. Il rencontra au lieu-dit Ntata (c'est-à-dire en fé'fé point de rencontre de trois directions) situé à Mbafam, Bafang Village, les chefs Bafang "Mengom" et Baboutcha Nintcheu "Tiaga".
À la suite d'une mésentente entre ces trois au sujet de certaines règles à appliquer respectivement par chacun des monarques sur ses sujets, Djago décida de se séparer de ses amis et de migrer jusqu'à l'emplacement actuel du Village Batcheu.
Les Batcheu Fu Dja ’go qui, au fil du temps (depuis les environs du XIIe siècle) sont devenus « Bamilékés », forment une véritable enclave dans le peuplement de l’arrondissement de Bafang où ils constituent une ethnie minoritaire. Ils sont appelés les Dja ’go au milieu de la grande ethnie Njieko (Nzhiako) qui forme les autres villages-groupements dudit arrondissement, à l’exception du groupement Bassap, à savoir : Bafang, Bakondji, Bab-Nitheu, Babone et Bapoutcha-Ngaleu ou Bapoutcheu. Leurs coutumes et traditions gardent encore certains vestiges de leurs origines qui les différencient de celles des villages environnants et au-delà, notamment le mode d’arrestation/désignation de leurs chefs par une famille consacrée  à cet effet, le mariage tribal, les jours sacrés ou interdits, etc.

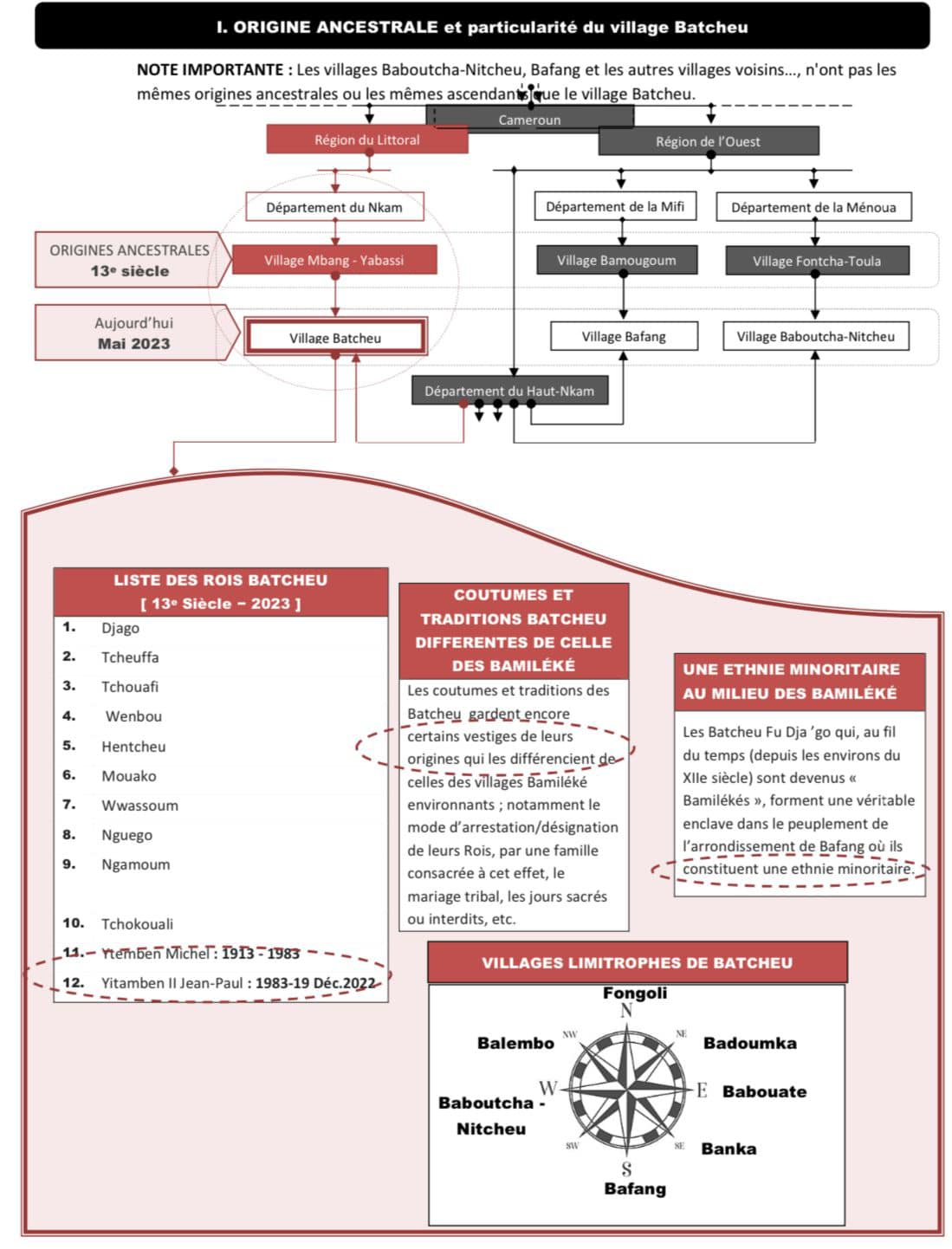
Origine des Batcheu

### Toponymie

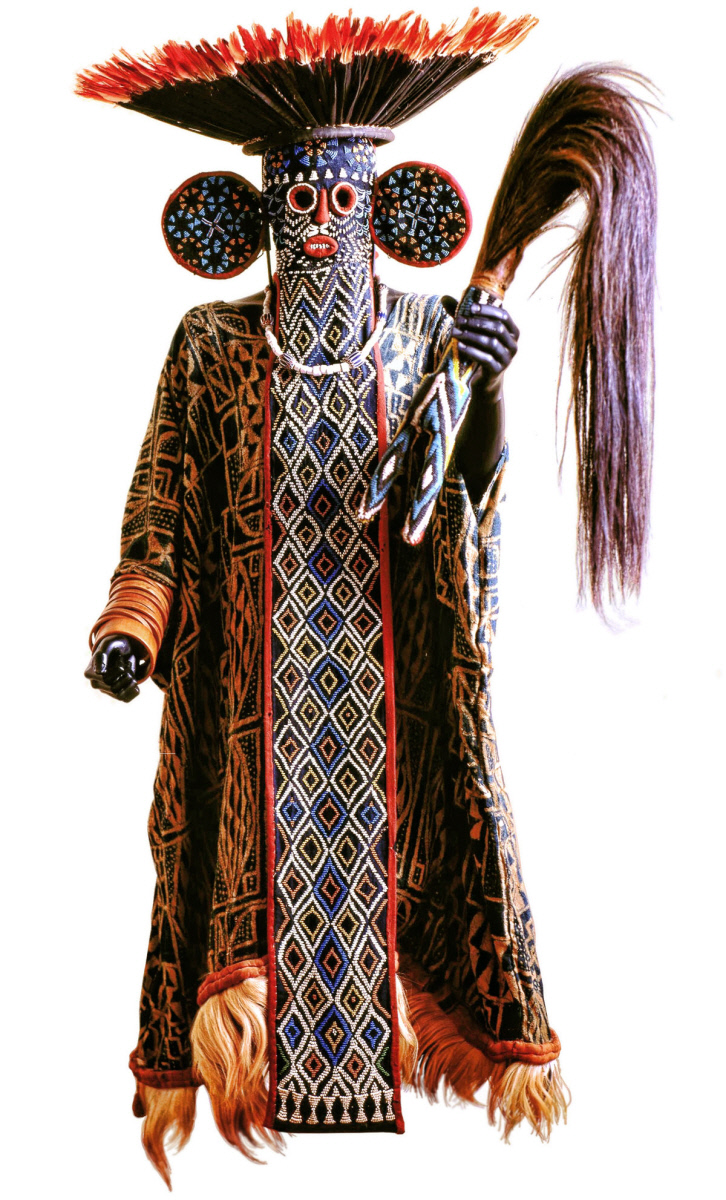

La chefferie Batcheu est une monarchie qui existe depuis la fin du XIIe siècle. Plusieurs chefs se sont succédé au trône de cette chefferie : 
1. Djago
2. Tcheuffa
3. Tchouafi
4. Wenbou
5. Hentcheu
6. Mouako
7. Wwassoum
8. Nguego
9. Ngamoum
10. Tchokouali
11. Ytemben Michel (décédé en 1983 apres 70 ans de règne)
12. Yitamben Jean-Paul II; Il succède à son père en 1983 après une cérémonie traditionnelle restreinte et confirmé par un acte sous-sein privé

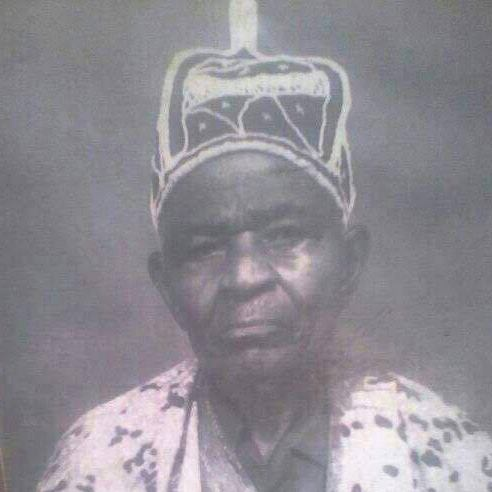

### La chefferie Batcheu
Le chef suprême, le vice-chef (Twe'po), 9 notables, d'autres dignitaires participent aux réunions et sont membres de la société secrète ou de groupes comme NFAM (organe exécutif), Pa'angop (organe législatif), Kumdji (judiciaire orgue), Kung'nga et Nda'nko (organes de sécurité).
À la mort du chef, les 9 notables sont chargés, en se référant au testament du défunt, de désigner parmi ses fils l'héritier ou le nouveau chef suprême qui régnera sur le village jusqu'à sa mort.
Il est important de souligner le caractère héréditaire de cette tradition. En effet, aucun membre de société secrète n'est remplaçable de son vivant et, lorsqu'un fils est désigné pour succéder à son parent à la tête de la chefferie pour le chef ou dans un des organes administratifs de la chefferie, il remplit cette fonction à vie.

## Géographie
Batcheu est située dans l'arrondissement de Bafang, département du Haut-Nkam, région de l'Ouest au Cameroun. Contrairement à beaucoup de Villages dans cette localité elle n'est pas enclavée.
| Balembo            | Fongoli | Bdoumka  |
| Baboutcha-Nintcheu | Batcheu | Babouate |
|                    | Bafang  | Banka    |

## Personnalités liées au village Batcheu
- Dorge Kouemaha, footballeur international camerounais
- Josue Nintcheu, ex-Administrateur Civil et Préfet de la République ; dernier fonctionnaire à Bangangté
- Michel Djikeuchi, ancien Administrateur Civil principal, cadre de l’ENAM, Secrétaire Général au ministère du tourisme...
- Djikeussi Emmanuel, ancien colonel de l'armée camerounaise
- Kamadeu Raphaël II, lieutenant-colonel 2e région militaire interarmées de l'armée camerounaise[4]

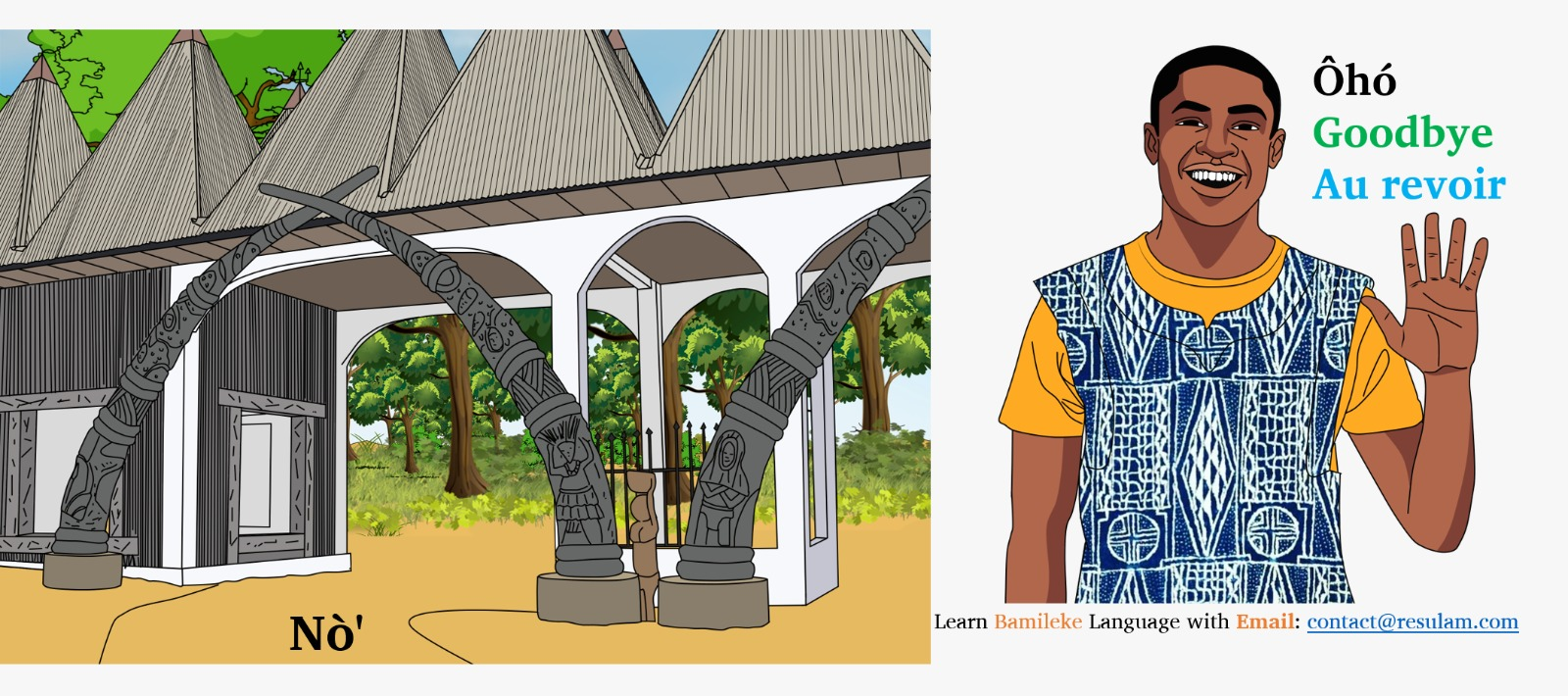

- Djikeussi Louis (Sor Leudjeu), Cadre de Banque, Président Général de la Famille Batcheu du Wouri